# Église de Cassuéjouls
L'église de Cassuéjouls est une église située en France sur la commune de Cassuéjouls, dans le nord-est du département de l'Aveyron, en région Occitanie.
Elle fait l'objet d'une protection au titre des monuments historiques.

## Localisation
L'église est située au cœur du bourg de Cassuéjouls, en Viadène, dans le département français de l'Aveyron.

## Description
Cet édifice est de style ogival, formé d’une nef aux voûtes élancées avec deux bas-côtés communiquant par trois arcades. Le chœur, plus large que la nef, permet à l’assistance des nefs latérales de voir l’autel.

## Historique
L'église est construite au XVe siècle en remplacement d’une église plus ancienne.
À la fin du XIXe siècle, quatre fenêtres sont ouvertes dans le mur nord ainsi qu'une petite rosace dans l’axe du chœur. 
L'édifice est inscrit au titre des monuments historiques le 26 mars 1927.

## Mobilier
- Croix gothique « en raquette » de 70 cm de la fin du XVe siècle ou du début du XVIe siècle.
- Un coquillage sert de bénitier.

## Galerie

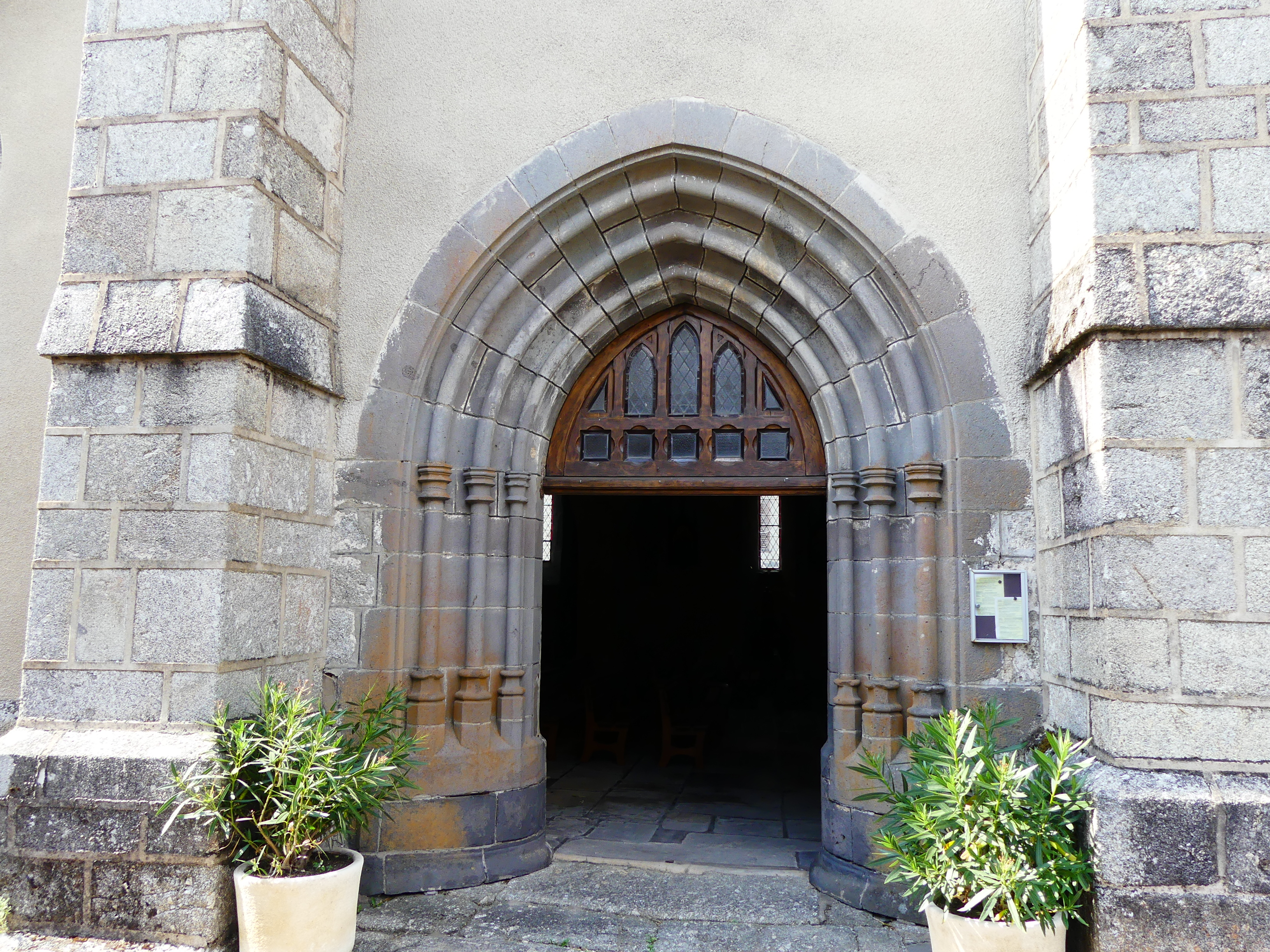
Le portail.
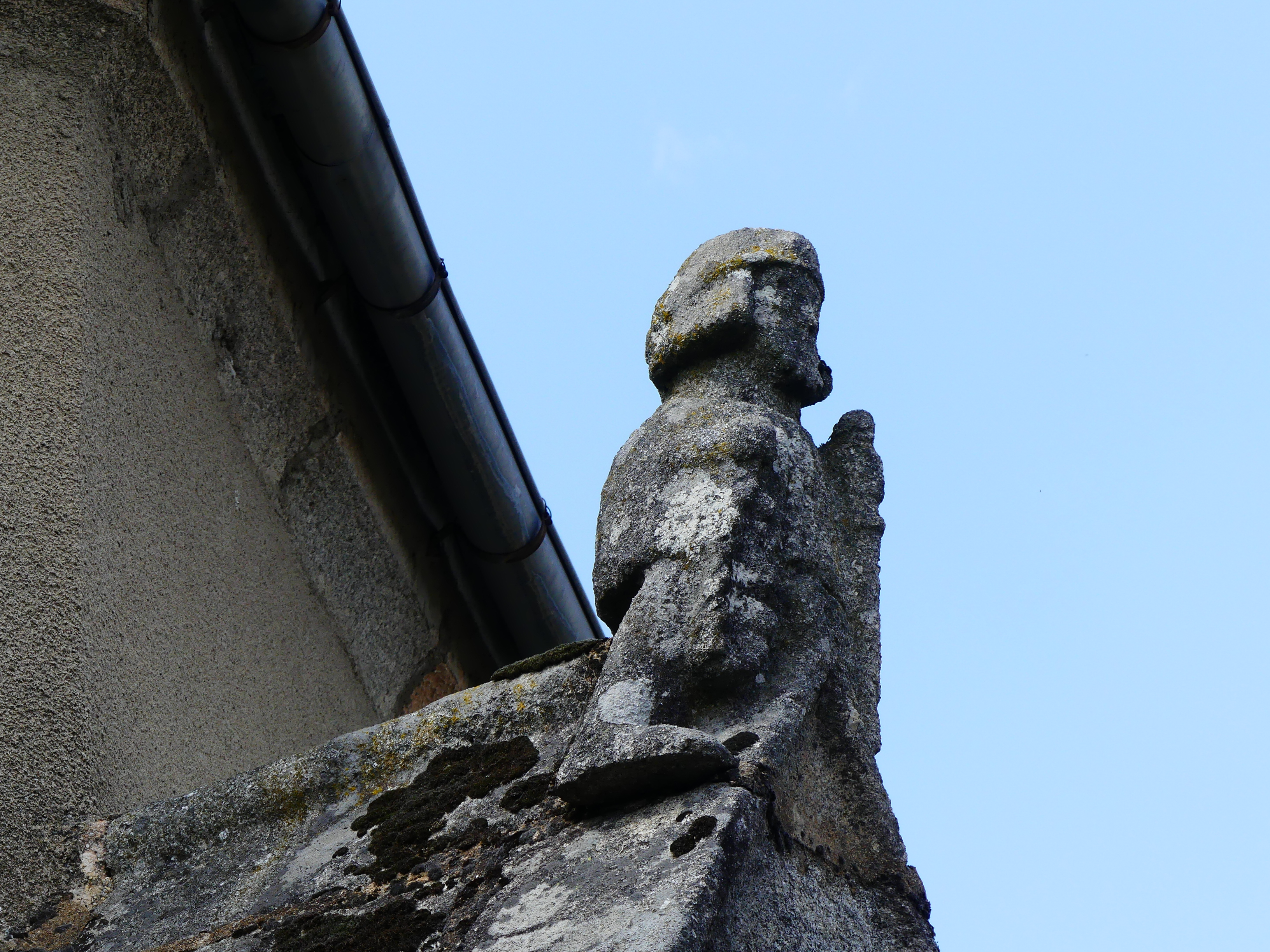
Statue sur l'un des contreforts.
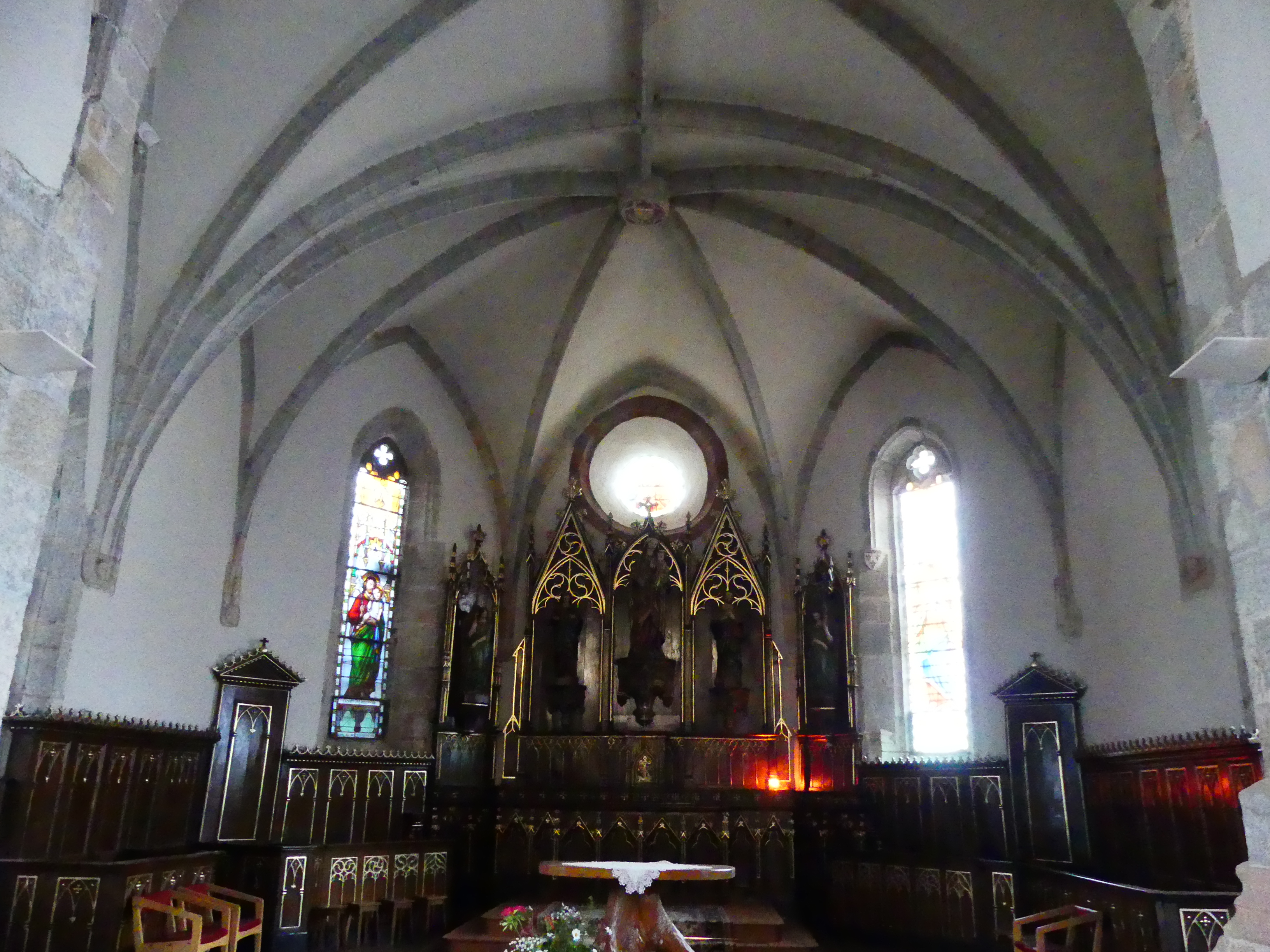
Le chœur.
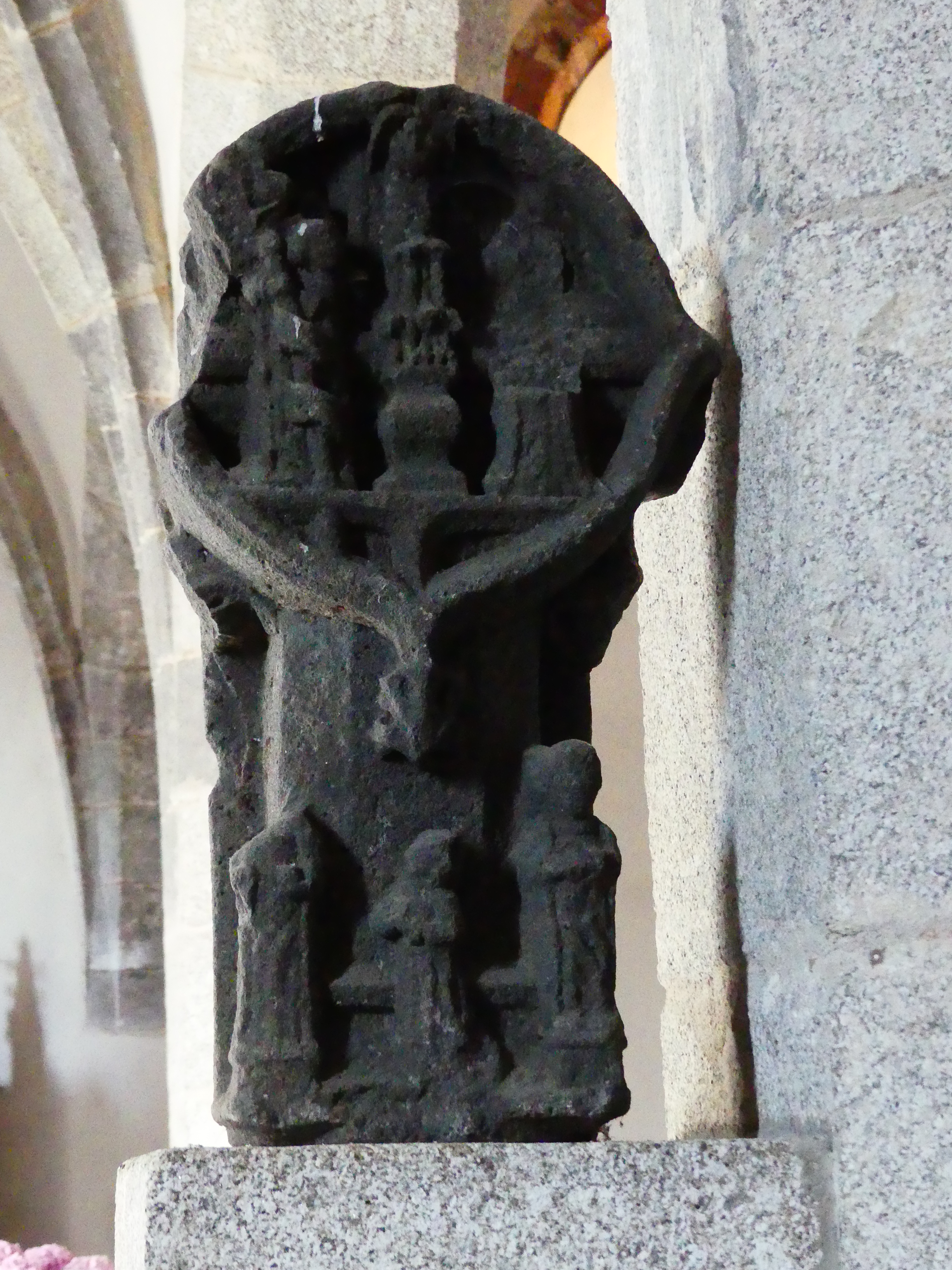
Le revers de la croix gothique.